# Turton (Dakota Południowa)
Turton – miasto w Stanach Zjednoczonych, w stanie Dakota Południowa, w hrabstwie Spink.